# Москито Лејк (Аљаска)
Москито Лејк (енгл. Mosquito Lake) насељено је место без административног статуса у америчкој савезној држави Аљаска.

## Демографија
По попису из 2010. године број становника је 309, што је 88 (39,8%) становника више него 2000. године.
| Група             | 2000.       | 2010.       |
| Белци             | 202 (91,4%) | 259 (83,8%) |
| Афроамериканци    | 0 (0,0%)    | 0 (0,0%)    |
| Азијати           | 0 (0,0%)    | 2 (0,6%)    |
| Хиспаноамериканци | 0 (0,0%)    | 11 (3,6%)   |
| Укупно            | 221         | 309         |